# Leonel Bolsonello
Leonel Bolsonello (* 4. August 1966 in Rio Grande), auch bekannt unter dem Spitznamen El Tuca, ist ein ehemaliger brasilianischer Fußballspieler auf der Position eines Stürmers.

## Laufbahn
Bolsonello spielte zunächst für die Sociedade Esportiva Matsubara, eine Mannschaft aus dem Bundesstaat Paraná, die zu jener Zeit im Campeonato Brasileiro Série C der Tercera Divisão mitwirkte. Danach stand er drei Jahre lang beim in der gleichnamigen Stadt seines Heimatbundesstaates Rio Grande do Sul ansässigen Esporte Clube Passo Fundo unter Vertrag, bevor er 1991 vom Traditionsverein Fluminense Rio de Janeiro verpflichtet wurde.
Anderthalb Jahre später wechselte er in die mexikanische Primera División zum Hauptstadtverein UNAM Pumas, für den er in den beiden kommenden Spielzeiten insgesamt 30 Treffer in der Liga erzielte (12 in der Saison 1992/93 und 18 in der Saison 1993/94). Dass er keinen neuen Vertrag bei den Pumas mehr erhielt, lag also nicht an seinen sportlichen Leistungen, sondern an seiner mangelnden Disziplin und einem Zerwürfnis mit dem Trainer. Für die darauffolgende Saison 1994/95 wechselte er zu den Tiburones Rojos Veracruz, für die er einige gute Spiele absolvierte und 12 Tore erzielte. Aber auch in der Hafenstadt Veracruz gab es zwischenmenschliche Probleme, so dass sein Vertrag nicht verlängert wurde.
Daher wechselte Bolsonello zum salvadorianischen Spitzenklub Club Deportivo Futbolistas Asociados Santanecos, mit dem er in der Saison 1995/96 die salvadorianische Fußballmeisterschaft gewann.
1996 kehrte er nach Mexiko zurück, wo er zunächst vom Deportivo Toluca FC verpflichtet wurde. Nach mäßigen Leistungen und nur einem einzigen Treffer in der Liga wurde Bolsonello in der Winterpause an den Zweitligisten Club Deportivo Zacatepec abgegeben. Nach einer Halbsaison bei den Cañeros stand er zwei Jahre beim ebenfalls in der zweiten mexikanischen Liga spielenden Atlético Yucatán unter Vertrag, mit dem er die Zweitligameisterschaft des Winterturniers 1998 gewann.
In der zweiten Jahreshälfte 1999 beendete Bolsonello seine aktive Laufbahn beim kanadischen Verein Toronto Lynx.

## Erfolge
- Salvadorianischer Meister: 1995/96
- Mexikanischer Zweitligameister: Winter 1998